# Pterolophia antennata
Pterolophia antennata là một loài bọ cánh cứng trong họ Cerambycidae.